# Arvi Oksala
1. Viljami Kalliokoski
2. Toivo Janhonen
3. Arvi Oksala
4. Pekka Heikkinen
5. Antti Kukkonen
6. Juho Niukkanen
7. Kyösti Kallio
8. Rudolf Holsti
9. Jalo Lahdensuo
10. Vihtori Vesterinen
11. Yrjö Puhakka
12. Kalle Kauppi
13. Urho Kekkonen

- et au fond Oiva Huttunen

Arvi Oksala (né Arvid Adiel Tapper le 2 janvier 1891 à Jyväskylä et mort le 23 juillet 1949 à Helsinki) est un homme politique finlandais,,. 

## Carrière politique
Arvi Oksala est député de la Circonscription orientale de la province de Vyborg (fi) du 21 octobre 1930 au 5 avril 1945,
de la Circonscription de Kymi 6 avril 1945 au 21 juillet 1948 et de la Circonscription d'Uusimaa du 22 juillet 1948 au 23 juillet 1949.
Arvi Oksala est Ministre de la Défense des gouvernements Kivimäki (14.12.1932–07.10.1936) et Kallio IV (07.10.1936–12.03.1937).